# Cage the Elephant
Cage the Elephant je americká skupina hrající převážně indie a alternativní rock. Skupina byla zformována v Kentucky a vznikla v roce 2006.
Jméno skupiny údajně pochází z jednoho z prvních koncertů v roce 2006, kde starý muž objal Matta Shultze a opakovaně mu šeptal do ucha: „You have got to cage the elephant" (Musíte dostat slona do klece).

## Začátky
Po koncertě v roce 2007 se skupina rozhodla podepsat kontrakt s Relentless Records. Pak se skupina přestěhovala do Spojeného království. Lincolnu Parishovi bylo tehdy jen 16 let a jeho rodiče museli podepsat smlouvu o poručnictví, aby mohl cestovat. Své první debutové album, nazvané po skupině, vydali 23. června 2008 . Píseň „Ain't No Rest for the Wicked" se umístila 32. na žebříčcích ve Spojeném království a byla použita v soundtracku videohry Borderlands a ve filmu The Bounty Hunter.

## Pozdější léta
Druhé album, Thank You, Happy Birthday, bylo vydáno v lednu 2011. Za první týden bylo v USA prodáno přes 39 000 kopií. Přes rok 2011 skupina vystupovala s novým albem, což velmi podpořilo prodej. Skupina byla také hostem na Late Show Davida Lettermana a The Tonight Show Jay Lena. Kromě toho vystupovala i na festivalech jako Coachella a Glastonbury Festival. Píseň „Shake Me Down" byla nominována na MTV Video Music Award za Nejlepší rockové video.
Na začátku roku 2013 se Cage The Elephant vrátili do studia, aby nahráli nové album Melophobia (což znamená strach z hudby). První singl alba „Come A Little Closer" byl vydán 1. srpna 2013 a premiéru měl 8. srpna 2013. Celé album vydali 8. října 2013. Matt Shultz vysvětlil, že název alba neznamená strach z hudby, ale je to metafora pro strach z tvoření hudby pod falešnou záminkou, tvářit se cool, a psát hudbu podle sociálních standardů. Zkouší znít intelektuálně, moudře nebo poeticky namísto pokusu o vyprávění příběhu, který se snaží doručit. „Take It or Leave It" a „Cigarette Daydreams" byly vydány 24. března a 26. srpna 2014.

## Členové
- Matt Shultz – hlavní zpěvák, kytara (2006 – současnost)
- Jared Champion – bicí (2006 – současnost)
- Brad Shultz – keyboard, kytara (2006 – současnost)
- Daniel Tichenor – baskytara, doprovodný hlas (2006 – současnost)
- Nick Bockrath – kytara, doprovodný hlas (2013 – současnost)
- Matthan Minster – klavír, keyboard, kytara, doprovodný hlas (2013 – současnost)

## Alba
První album skupiny, Cage the Elephant, bylo ovlivněno klasickým rockem, funkem, a blues. Druhé album skupiny, vydané 3 roky později – Thank You, Happy Birthday –  bylo inspirováno punk rockem a skupinami jako Pixies a Nirvana. Melophobia byl koncertní pokus najít svůj vlastní styl, a získala jim nominaci na Grammy Award v roce 2015 za Nejlepší alternativní album. Čtvrté album Cage the Elephant, Tell Me I'm Pretty, bylo vydáno 18. prosince 2015 Danem Auerbachem. Album Unpeeled je skupina naživo nahraných skladeb.

### Seznam alb
- Cage the Elephant – 2008
- Thank you, happy birthday – 2011
- Melophobia – 2013
- Tell me I'm pretty – 2015
- Cage the Elephant Unpeeled – Live – 2017
- Social Cues – 2019
- Neon Pill - 2024